# Данчик
Данчик (Богдан Андрусишин) (нар. 3 січня 1958, Нью-Йорк) — білоруський співак, журналіст та громадський діяч.

## Життєпис
Богдан Андрусишин народився, навчався та прожив значну частину життя у Нью-Йорку. Його батько Павло — українець, а мати, Юлія — білоруска. З дитинства Данчик знав і білоруську і українську мови.
Коли йому було 16 років, потрапив на концерт «Піснярів» — що мали гастролі у США. А вже через рік Данчик записав свій перший альбом. 1981 року закінчив університет (факультет масових комунікацій).
У 1989 році відвідав Білорусь, де виступив з концертами. Тоді Данчік виступав і в Вільнюсі. Вдруге відвідав з концертами Білорусь в 1996 році. У 1997 році заявив про припинення музичної кар'єри.
Основним заняттям Данчіка стала журналістика. Співробітник, заступник директора білоруської служби Радіо «Свобода». Живе у Празі.

## Особисте життя
Гей. Здійснив публічний камінг-аут у 2019 році в інтерв'ю Радіо «Свобода».

## Дискографія
- Белорусочка (1977)
- Мы одной тебе принадлежим (з Леонидом Борткевичем, 1985)
- Я от вас далеко (1985)
- «Мы одной тебе принадлежим» (1989)
- «Ровесники» (1991)
- «Мы ещё встретимся» (1992)
- Калядныя песьні (1996)